# Coleophora gypsophilae
Coleophora gypsophilae é uma espécie de mariposa do gênero Coleophora pertencente à família Coleophoridae.